# Draconanthes
Draconanthes es un género que tiene asignada dos especies de orquídea. Son nativas de Brasil.

## Descripción
Es un género con dos especies que fueron retiradadas del género Lepanthes y de las que difieren en tener sépalos rígidos y carnosos, lineares, no lobulados y pétalos carnosos y un grueso labelo que está entero y tiene dos lóbulos envolviéndolo. Tiene una inflorescencia que da sucesivas flores. Tiene dos polinias.

## Taxonomía
El género fue descrito por Carlyle A. Luer y publicado en Monographs in systematic botany from the Missouri Botanical Garden 61(1): 2. 1996.
Etimología
Draconanthes: nombre genérico que deriva de dos palabras griegas y significa "la flor del dragón".

## Especies aceptadas
A continuación se brinda un listado de las especies del género Draconanthes aceptadas hasta diciembre de 2014, ordenadas alfabéticamente. Para cada una se indica el nombre binomial seguido del autor, abreviado según las convenciones y usos.	
- Draconanthes aberrans (Schltr.) Luer (1996).
- Draconanthes bufonis (Luer & Hirtz) Luer